# Омар (халиф)
Омар ибн ал-Хаттаб (на арабски: عمر بن الخطاب) е ислямски халиф, вторият и най-могъщ от четиримата Праведни халифи, един от най-влиятелните мюсюлмански владетели в историята.
Близък сподвижник на ислямския пророк Мохамед, на 23 август 634 г. Омар наследява Абу Бакр като втори халиф на Арабския халифат. Той присъединява към държавата Иран и североизточната част на Африка. Наричан е също Омар Велики и Фарук Велики.
Принадлежи към търговската аристокрация на Мека. Пръв приема титлата „Амир ал-муминин“ (Владетел на правоверните).

## Биография

### Ранни години
Омар е роден около 589 година в Мека. Той принадлежи на Бану Ади, уважаван клан на племето курейши, който отговаря за разрешаването на споровете между племената. Баща на Омар е Хатаб ибн Нуфайл, а майка му е от клана Бану Махзум. Семейството е средно заможно и като младеж Омар пасе камилите на баща си в полето край Мека. Баща му е търговец, известен със своята интелигентност, който е политеист и често се отнася зле към сина си. По-късно самият халиф Омар казва: „Баща ми, Ал-Хатаб, беше безмилостен човек. Той често ме караше да работя много – ако не работех той ме биеше и ме принуждаваше да работя до изтощение.“
Като малък Омар получава известно образование и се научава да чете и пише. Макар че самият той не пише, той става любител на поезията и литературата. Според традициите на курейшите, още в ранна възраст той изучава военни изкуства, езда и борба. Той е висок и физически силен и става известен като борец. Омар е също и надарен оратор и със своята интелигентност и завладяващ характер наследява баща си като арбитър между племената.
В същото време Омар упражнява и традиционното за курейшите търговско занятие. Той предприема няколко пътувания до Източната Римска империя и до Сасанидското царство, където се среща с различни учени и се запознава с местното обществено устройство. От друга страна той изглежда не постига големи успехи като търговец.

### Приемане на исляма
След като Мохамед започва да проповядва исляма през 610 година, Омар, както и повечето жители на Мека, остро му се противопоставя, като дори заплашва да го убие. Омар решително защитава традиционната политеистична религия на Арабия и става един от най-твърдите противници на Мохамед, като активно се включва в преследванията срещу мюсюлманите. Той е първият, стигнал до заключението, че Мохамед трябва да бъде убит, за да се сложи край на исляма. Той твърдо вярва, че единството на курейшите трябва да бъде запазено и че новата религия предизвиква разцепление и несъгласия сред тях. Убеждението му се засилва, след като част от мюсюлманите в Мека напускат града и заминават за Етиопия.
Омар рязко променя възгледите си през 616 година, малко след заминаването на мюсюлманите за Етиопия. Легендата, предадена от историка от 8 век Ибн Ишак, описва този обрат по следния начин:
Отивайки да убие Мохамед, Омар среща своя най-добър приятел Нуаим ибн Абди Аллах, който тайно е приел исляма без неговото знание. Когато Омар му казва, че отива да убие Мохамед, той се стряска и за да отклони вниманието на Омар, му казва първо да сложи в ред собствената си къща, тъй като сестра му и нейният съпруг са приели исляма. Изненадан от това съобщение, Омар отива в дома на сестра си и зет си Саед ибн Заид и ги заварва да рецитират стихове от Корана. Той започва да се кара със зет си, а когато сестра му се застъпва за него, започва да се кара и с нея, но двамата не спират да повтарят: „Може да ни убиеш, но няма да се откажем от исляма“. Чувайки тези думи, Омар удря сестра си толкова силно, че тя пада на пода с разкървавена уста. Виждайки какво е направил, от чувство за вина той се поуспокоява и иска от сестра си да му даде текста, който рецитира. Когато започва да чете, той остава поразен от красотата на стиховете и още същия ден отива при Мохамед със същия меч, с който възнамерявал да го убие, и приема исляма пред Мохамед и неговите придружители. По това време той е на 27 години.
Приемането на исляма от Омар значително укрепва позициите на новата религия в Мека. Омар публично съобщава за смяната на религията си на водача на курейшите Амр ибн Хишам и демонстративно се моли в Кааба според мюсюлманския ритуал, предизвиквайки гнева на Амр ибн Хишам и Абу Суфян ибн Харб. Това засилва самочувствието на останалите мюсюлмани, които започват по-често да демонстрират религията си. Омар дори предизвиква всеки, който се опитва да попречи на мюсюлманите да се молят, но никой не се осмелява да влезе в открит конфликт с него. Според някои автори именно след приемането на исляма от Омар мюсюлманите започва да се молят открито в Масджид ал-Харам. Абдуллах ибн Масуд пише:
Приемането на исляма от Омар беше наша победа, неговото преселване в Медина беше наш успех, а неговото управление – благословия от Аллах. Ние не отправяхме молитви в Масджид ал-Харам, докато Омар не прие исляма. Когато той прие исляма курейшите се принудиха да ни оставят да се молим в Масджид.

### В Медина
Медина става новият център на исляма и религията се разпространява бързо в Арабия. Когато Мохамед пристига в Медина, той нарежда в двойки всеки имигрант (мухаджир) с жител на града (ансар), присъединявайки Омар към Мохамед ибн Маслама, с което ги прави братя по вяра. По-късно при управлението на Умар като халиф, Мохамед ибн Маслама ще бъде назначен на длъжност главен отговорник.
Мюсюлманите престояват в мир в Медина за около година, преди курейшите да съберат армия, която да ги атакува. През 624 г. Омар участва в първата битка между мюсюлмани и курейши край Мека, известна като битката при Бадр. През 625 г. участва в битката при Ухуд. Във втората половина на битката, когато конницата на Халид ибн Уалид напада мюсюлманите в гръб, и с това е напът да преобърне победата на мюсюлманите в поражение, сред мюсюлманските бойци се разпръсва слух за смъртта на Мохамед и много от тях започват да бягат от бойното поле. Омар също първоначално побягва, но като разбира, че Мохамед е жив, отива при него на хълма Ухуд и се подготвя за защита на височината. По-късно през годината, Омар участва в кампанията срещу еврейското племе Бану Надир.
През 625 г. дъщерята на Омар – Хафса, се жени за Мохамед. По-късно, през 627 г. Омар участва в битките при рова и в при Бану Курайза. През 628 г. участва в подписването на договора от Худайбиах, като става един от официалните му свидетели. През същата година Омар е част от мюсюлманската кампания за Хайбар.
През 629 г. Мохамед изпраща Амр ибн ал Аас до Заат ул-Саласал за събиране на подкредпления и после ги придава под командването на Абу Убайда ибн ал-Джара. При него служат и Абу Бакр и Омар, които нападат и побеждават врага. През 630 г., когато мюсюлманските армии се събират за завладяването на Мека, в тях участва и Омар. По-късно през годината, той взима участие и в битката при Хюнаюн и обсадата на Таиф. Той е и с мюсюлманската армия, която потегля за кампанията при Табук под командването на Мохамед, и за него се знае, че дава половината от богатството си за подготовката на това начинание. Омар също така участва в прощалния хадж на Мохамед през 631 г.
Мохамед умира на 8 юни 632 г. Омар, посветеният ученик, не може да възприеме факта, че „пратеника на Аллах“ е мъртъв. Говори се, че Омар обещава да разбие главата на всеки, който каже, че Мохамед е умрял. В този важен момент Абу Бакр се изправя пред мюсюлманската общност с известната си реч, в която казва:
| „ | „Всеки, който почита Мохамед – нека знае, че Мохамед е умрял; и всеки, който почита Аллах – нека знае, че Аллах е жив и никога не умира.“ | “ |

След това той рецитира стихове от Корана:
| „ | „Мохамед е само пратеник;. пратеници (подобни нему) са умирали преди него. Ако той умре или бъде убит, ще се откажете ли от вярата си?“ | “ |

Като чува това от Абу Бакр – най-старият ученик на Мохамед, Омар пада на колене в мъката си и приема реалността. Мюсюлманите сунити казват, че това отричане на смъртта на Мохамед е причинено от любовта му към него.

## Основаване на халифата
След смъртта на Мохамед се проявява проблема с наследяването. За мястото начело на общността претендират четирима верни мюсюлмани: Абу Бакр ас-Сидик, Омар ибн ал-Хатаб, Осман ибн Афан и Али ибн Абу Талиб.
Политическият гений на Омар се проявява първо като създател на халифата след смъртта на Мохамед. Докато се подготвя погребението му, група негови последователи от Медина – ансари, организира събиране в покрайнините на града, ефективно изключвайки тези спътници, известни като мухаджири (преселници), включително и Омар. Омар разбира за това събиране в Сакифа Бани Саада, и заедно с други двама мухаджири, Абу Бакр и Абу Убайда ибн ал-Джара, отива на срещата, вероятно за да прекрати плановете на ансарите за политически сепаратизъм. Пристигайки на срещата, Омар е изправен пред единна общност от племена от ансари, която отказва да приеме ръководството на мухаджирите. Въпреки това, Омар е непоколебим в идеята, че халифата трябва да бъде под контрола на мухаджири. Въпреки че племето Хазрадж е в разногласие, след напрегнати преговори с продължителност един или два дни, Омар брилянтно разделя ансарите на старите им враждуващи фракции на Бану Яс и Хазрадж. Омар решава накрая спора, като поставя ръка върху тази на Абу Бакр като общ кандидат на тези, които са се събрали в Сакифа. Другите на срещата последват примера му, с изключение на Хазрадж и техния водач, Саад ибн Убада, чието племе е отлъчено. За тях се смята, че не представляват сериозна заплаха, тъй като нямат достатъчно мъже от мединските племена като Бану Яс, за да могат незабавно да организират военна гвардия за Абу Бакр.
Създаването на ислямския халифат е едно от най-трайните наследства на Омар, и е трудно да се подцени неговото значение за световната история. Въпреки че самият Омар е описван отделно от собственото си творение, д-р Вилферд Маделунг от Института за изследвания в Исмаили, основан от Карим Ага Хан, в книгата си „Наследяването на Мохамед“ обобщава така неговият принос:
| „ | Омар преценя резултата от събирането в Сакифа като „фалта“ (преведено от Маделунг като „лоша и зле обмислена сделка“), поради липсата на повечето от доверените мухаджири, включително и собственото семейство и племе на Пророка, чието участие се смята за жизненоважно при всеки легитимен съвет (шура, машвара). Това беше, Той предупреждава, че случилото се не трябва да бъде прецедент за в бъдеще. Въпреки това, той защитава постигнатото, като твърди, че мюсюлманите искат Абу Бакр и никой друг. Освен това, той се извинява, че настоящето състояние на мухаджирите го принуждава да настоява за незабавна клетва за вярност, тъй като на ансарите не би могло да се вярва да изчакат законно събиране и биха могли да продължат като изберат един от тях след заминаването им. Друга причина за Омар да определи срещата в Сакифа като „фалта“ без съмнение е нейния бурен и непристоен край, при който той и последователите му скачат на болния водач на Хазрадж, Саад бин Убада, за да му дадат урок, ако не и да го убият, поради дързостта му да оспори изключителното право на курейш да управлява. Това насилствен край на срещата показва, освен това, че не всички ансари могат да се повлияят от мъдростта и красноречието на Абу Бакр и да го приемат като най-добрия избор. Не би имало никакъв смисъл да се бие водача на Хазрадж, ако всеки присъстващ се кълне във вярност към кандидата на Омар. Значителен брой ансари, вероятно от Хазрадж, би трябвало да са отказали да последват примера на мухаджирите. | “ |

Според различни дванадесетнически шиитски източници и Вилфред Маделунг, Омар и Абу Бакр извършват политически преврат срещу Али в Сакифа. Според една ранна устна версия от първичен източник, Омар и Абу Бакр използват сила, за да си осигурят вярност от Али и неговата партия. В персийски исторически извори основно, писани 300 години по-късно, като например Историята на ал-Табари, се споменава, че след отказа на Али да отдаде почит, Абу Бакр изпраща Омар с въоръжен отряд в къщата на Фатима, в която е събрал неговите поддръжници. За Омар се казва, че са предупреждава тези, които са в къщата, че ако Али не се преклони пред Абу Бакр, той ще запали къщата. При тези обстоятелства Али е принуден да капитулира. Тази версия на събитията, напълно приета от шиитските учени, обикновено се отхвърлят от сунитите, които, с оглед на други версии в тяхната литература, вярват, че Али се заклева пред Абу Бакр без да е принуден. Други сунитски и шиитски източници споменават, че Али не се заклева във вярност към Абу Бакр след избирането му, а шест месеца след смъртта на съпругата си Фатима, което поставя под въпрос историята на ал-Табари. Така или иначе, и сунити и шиити приемат, че Али смята, че Абу Бакр би трябвало да му каже, преди да отиде в срещата с ансарите и това, че по-късно му се заклева във вярност.
Западните учени предлагат различни мнения по отношение на степента на използването на сила от страна на Омар, в опита му за сплашване на Али и неговите поддръжници. Д-р Вилферд Маделунг в книгата си „Наследяването на Мохамед“, минимизира възможната употреба на сила и твърди, че:
| „ | Отделни съобщения за използването на сила срещу Али и Бану Хашим, които единодушно шест месеца отказват да се закълнат във вярност, вероятно трябва да бъдат пренебрегвани. Абу Бакр, без съмнение, е достатъчно мъдър да ограничи Омар от употребата на каквото и да е насилие срещу тях, и добре осъзнава, че това неизбежно ще провокира чувство на солидарност сред мнозинството от Абдул Манаф, от които очаква неохотно съгласие. Неговата политика по-скоро е да изолира Бану Хашим, колкото е възможно по-настрана. | “ |

В своя бестселър, „В сянката на меча, битката за глобална империя и краят на Античния свят“, Том Холънд пише, че историческата правдоподобност за Омар е безспорна. Арменски епископ, писал около десетилетие след битката при Кадисия, описва Омар като „Могъщ властелин, който координира възхода на синовете на Исмаил от дълбините на пустинята.“. Том Холънд пише: „Това, което несравнимо му придава престиж, са неговите качества на военен водач, комбинирани с най-отличителни добродетели.“.

### При управлението на Абу Бакр
Абу Бакр успява да обедини отново вождовете на арабските племена, които смятат, че са се задължили към личността на Мохамед, а не към новата религия. По време на краткото му управление като халиф, Омар служи като главен секретар и негов съветник, а по време на Войната с вероотстъпниците, Омар (заедно с Халид ибн ал-Уалид) е военен стратег.
Поради деликатната политическа обстановка в Арабия, Омар първоначално е против военните операции срещу бунтовническите племена, надявайки се да получи подкрепата им в случай на нападение от страна на византийците или персите. По-късно обаче, той се съгласява със стратегията на Абу Бакр да смаже бунта със сила. Към края на 632 г., Халид ибн Уалид успешно обединенява Арабия след няколко последователни победи срещу бунтовниците. По време на собственото си управление по-късно, Омар приема предимно политика на избягване на войните и консолидиране на властта в завладените земи, а не на разширяване на империята си чрез непрекъснати военни действия.
Омар съветва Абу Бакр за събирането на Коран под формата на книга, след като 300 хафизи (букв. „помнещи“) на Корана загинават в битката при Ямама.
Преди смъртта си през 634 г., Абу Бакр назначава Омар за свой наследник като халиф. Дотогава, след двегодишни междуособици, арабите владеят земите на Арабия до съвременните граници с Ирак и Сирия.

### Избиране за халиф
Поради строгия си и автократичен характер, Омар не е популярна фигура сред първенците на Медина и членовета на Меджлис ал Шура, и съответно идеята за наследяване от Омар първоначално е отхвърлена от високопоставените сподвижници на Абу Бакр.Независимо от това, халифът решава да направи Омар свой наследник. Омар все пак е известен с изключителната си воля, интелект, политическа проницателност, безпристрастност, справедливост и грижа за бедните и хората в неравностойно положение. Абу Бакр заявява на съветниците си:
| „ | Неговата (на Омар) строгост е поради моята мекота, и когато тежестта на халифата бъде на неговите плещи, той няма да е вече толкова строг. Ако бъда попитан от Аллах кой съм посочил за мой приемник, ще кажа, че съм избрал най-способния сред хората си. | “ |

Абу Бакр е бил напълно наясно с властта на Омар и способността му да го наследи. По този начин, наследяването от страна на Умар не е толкова болезнено като други. Това е може би един от най-плавните преходи на властта от един владетел към друг в мюсюлманските земи.
Преди смъртта си, Абу Бакр повиква Осман ибн Афан, за да напише волята си, в която заявява, че Омар е негов наследник. В завещанието си, той инструктира Омар да продължи завоюването на Ирак и Сирия. Решението на Абу Бакр се оказва от решаващо значение за укрепването на зараждащата се ислямска империя.

## Управление като халиф
Омар се проявява като най-способният от приближените на Мохамед.Начело на мюсюлманската община, той започва завоевателни походи в Сирия, Египет, Ирак и Персия. При него започва значително разширяване на държавните територии, а заедно с тях и разпространението на исляма в покорените земи. Владетели на градовете стават мюсюлмани.
Под негово ръководство, арабите завладяват Месопотамия, след това Палестина (636 г.), Сирия (638 г.) и Египет (641 г.). През 635 г., след шестмесечна обсада, пада византийската крепост Дамаск и по-голямата част от Сасанидската империя (след битката при Кадезия). Теофан Изповедник разказва особено подробно за превземането на Йерусалим през 638 г., в който халифът влиза с разкъсана дреха и е наречен „мерзостта, която докарва запустение“ (Даниил, 12:11) от патриарха.
Вътрешната политика на халиф Омар цели уреждане на широка гама основни икономически и административни проблеми, които среща халифатът при първите си стъпки извън Арабския полуостров. Опитва се да регулира отношенията между арабите-мюсюлмани и ислямизираните чужденци („диуан“, срв. „диван“), обикновено в ущърб на последните.
Омар е убит от един персийски роб през 644 г. и е наследен от халиф Осман (644 – 656).

### Първоначални предизвикателства
Въпреки че почти всички мюсюлмани се заклеват да бъдат лоялни към Умар, те повече се боят от него, отколкото да го обичат. Според Мохамед Хюсеин Хайкал, първото предизвикателство пред Омар е да спечели поданиците си и членове на Меджлиса.
Омар е надарен оратор и използва способностите си за да спечели сърцата на хората. Мохамед Хюсеин Хайкал пише, че усилията на Омар са насочени предимно към благосъстоянието на бедните и хората в неравноправно положение, хората са дълбоко развълнувани от изказванията му и популярността му расте бързо и непрекъснато по време на управлението му.
В допълнение на това, Омар, за да подобри репутацията си и връзките си с Бану Хашим (племето на Али), му предоставя спорните земи в Хайбар. Макар че следва решението на Абу Бакр по спора за земите във Фидак, продължава статута им на държавна собственост.
По време на Войната с вероотстъпниците, хиляди пленници от бунтовническите и вероотстъпни племена са отведени като роби по време на военните действия. Омар нарежда всеобща амнистия за пленниците и незабавното им освобождаване. Това прави Омар доста популярен сред бедуинските племена. С необходимата му обществена подкрепа, Омар взима смелото решение да свали Халид ибн Уалид от командването на войските във войната с Византия.

### Политическа и гражданска администрация
Управлението на Омар е повече или по-малко единно управление, където суверенната политическа власт е халифа. Империята на Омар е разделена на провинции и няколко автономни територии (като Азербайджан и Армения), които приемат сюзеренитета на халифата. Провинцията е управлявана от губернатор (валия). Изборът им се осъществява лично от Омар, който е доста взискателен. Провинциите са разделени на области, като в империята те са около 100 области. Всяка област или главен град е под контрола на младши управител (амил), който обикновено се назначава от Омар, но понякога те са назначени от губернатора на провинцията. Други служители на провинциално ниво са:
1. Катиб, главен секретар.
2. Катиб уд-Диуан, военен секретар.
3. Сахиб ул-Харадж, отговарящ за приходите.
4. Сахиб ул-Ахдат, началник на полицията.
5. Сахиб Баит ул-Мал, отговарящ за хазната.
6. Кади, главен съдия („кадия“).

В някои области има отделни военни управители, макар че в повечето случаи управителя е и главнокомандуващ на армията, разквартирувана в провинцията. Всяко назначаване е в писмена форма. При назначаването се издава документ с инструкции, с оглед регулиране на поведението на управителите. От встъпването си в длъжност, от управителя се изисква да събере хората в главната джамия, и да им прочете документа си с инструкции.
Общите инструкции на Омар към служителите му са:
| „ | „Помнете, че не съм ви назначил да командвате и тиранизирате хората. Вместо това съм ви изпратил като водачи, така че хората могат да следват примера ви. Дайте на мюсюлманите правата им и не ги бийте, за да не злоупотребяват. Не ги хвалете прекалено, за да не попаднат в клопката на самонадеяността. Не дръжте вратите си затворени, да не би по-силните сред тях да изядат по-слабите. И не се дръжте като че ли ги превъзхождате, защото това е тирания над тях.“ | “ |

Различни други строги правила за поведение трябва да се спазват от управителите и държавните служители. Основните служители са задължени да пътуват до Мека по повод на хаджа, по време на който хората са свободни да представят всякакви жалби срещу тях. За да сведе до минимум шансовете за корупция, Омар поставя за цел да се плащат високи заплати на персонала. Управител на провинция получава 5 – 7 000 дирхама годишно, освен дяла си от плячка по време на война (ако са и главнокомандващи на армията на провинцията).
При Омар империята е разделена на следните провинции:
1. Арабия е разделена на две провинции, Мека и Медина;
2. Ирак е разделен на две провинции, Басра и Куфа;
3. В горното течение на Тигър и Ефрат е Джазира;
4. Сирия
5. Палестина е разделена на две провинции, Айлия и Рамла;
6. Египет е разделен на две провинции, Горен и Долен Египет;
7. Персия е разделена на три провинции, Хорасан, Азербайджан и Фарс.

Омар е първият, който създава специална служба за разследване на жалбите срещу държавни служители. Тя действа като административен съд, където съдебното производство се води лично от халифа. Службата е управлявана от Мохамед ибн Маслама, един от най-доверените хора на Омар. При важни случаи, Маслама е изпращан от Омар на място, за да разследва обвинението и да предприеме съответните действия. Понякога се сформира комисия, която да разследва обвинението или служителите, срещу които са постъпили жалби, са призовавани в Медина, и разследвани в административния съд на Омар. За тази служба се казва, че всява страх сред служителите.
Омар е първият, който въвежда някои новости:
1. Той въвежда системата на обществени служби, в които се държат документи за служители и войници. Той също така води система, която съхранява съобщенията, изпратени до управителите и владетелите на държави.
2. Назначаването на полицейски сили за поддържане на обществения ред.[42]